# ISS-Expedition 4
ISS-Expedition 4 ist die Missionsbezeichnung für die vierte Langzeitbesatzung der Internationalen Raumstation. Die Mannschaft lebte und arbeitete vom 7. Dezember 2001 bis zum 15. Juni 2002 an Bord der ISS.

## Mannschaft
- Juri Iwanowitsch Onufrijenko (2. Raumflug), ISS-Kommandant 12. Dezember 2001 bis 10. Juni 2002 (Roskosmos/Russland)
- Daniel Wheeler Bursch (5. Raumflug), Missionsspezialist (NASA/USA)
- Carl Erwin Walz (4. Raumflug), Missionsspezialist (NASA/USA)

### Ersatzmannschaft
- Gennadi Iwanowitsch Padalka, Kommandant (Roskosmos/Russland)
- Stephen Kern Robinson, Bordingenieur (NASA/USA)
- Edward Michael Fincke, Bordingenieur (NASA/USA)

## Missionsbeschreibung
Während dieser Mission wurde die Anzahl der durchgeführten wissenschaftlichen Experimente fast verdoppelt. Die Mannschaft wurde am 7. Dezember 2001 um 20:03 Uhr UTC Stationsbesatzung und blieb 189 Tage an Bord der ISS, bis sie mit dem Space Shuttle Endeavour wieder zurück zur Erde gebracht wurde.
Zu Beginn der Mission standen Entladearbeiten im Vordergrund. Neben dem Lastenmodul Raffaello waren auch Experimente vom Mitteldeck der Endeavour und aus einem angedockten Progress-Raumschiff in die Station zu transportieren. Bursch und Walz unterzogen sich ersten medizinischen Tests. Dazu gehörte die Untersuchung eines Muskelreflexes (Hoffman Reflex Experiment) und der Lungenfunktion (Pulmonary Function in Flight). Dabei werden fünf Tests nacheinander vorgenommen, bei denen der Gasaustausch und die Atmungsmuskulatur untersucht werden. Diese Tests werden während der Mission regelmäßig durchgeführt, u. a. auch vor und nach Außenbordeinsätzen.
Über Weihnachten und den Jahreswechsel konnten die drei Raumfahrer zwei Tage entspannen. Danach trainierten sie am kanadischen Manipulatorarm für zukünftige Montagearbeiten. Dabei testeten sie auch eine neue Technik, mit der große mechanische Spannungen an den Befestigungspunkten in Zukunft vermieden werden sollen. Außerdem wurden Vorbereitungen für die ersten Außenbordeinsätze im Januar getroffen. Mit dem Cellular Biotechnology Operations Support System (CBOSS) wurde das Wachstum von Blut-, Nieren- und Mandelzellen über 12 Tage untersucht. Dazu hatten die Astronauten zunächst vorbereitete Zellen in 32 Probenbehälter mit Nährlösung zu injizieren. Anschließend wurden diese in einem Inkubator verstaut. An den folgenden Tagen wurden einige Proben in verschiedenen Stadien ihres Wachstums eingefroren. In der Schwerelosigkeit wächst Zellgewebe dreidimensional. Dadurch kann man es zu funktionierenden Organteilen heranziehen. Auf der Erde hingegen ist ein dreidimensionales Wachstum bisher nur mit Stützstrukturen aus Fremdgewebe zu erreichen. Mit CBOSS wurden im weiteren Verlauf verschiedene, vor allem Krebs-Gewebe gezüchtet (u. a. Nieren-, Dickdarm- und Eierstockgewebe). Nach der Rückkehr auf die Erde wurden diese Gewebeteile dann genau untersucht. Ende Dezember wurden auch erste Messungen der kosmischen Hintergrundstrahlung vorgenommen. Im Rahmen des Experiments Extra Vehicular Activity Radiation Monitoring (EVARM) wurde erstmals eine genaue Bestimmung der Strahlendosis verschiedener Organe (Augen, innere Organe, Haut), die während eines Ausstiegs auf einen Raumfahrer wirkt, vorgenommen. Ein weiteres medizinisches Experiment war die Untersuchung des Risikos zur Bildung von Nierensteinen während längerer Raumflüge (Renal Stone Risk). Dazu wurden von einem Raumfahrer Urinproben gesammelt, während er sich an eine spezielle Diät hält. Dadurch lassen sich Auswirkungen bestimmter Nahrungsinhaltsstoffe auf den Stoffwechsel analysieren.
Zu den Wartungsarbeiten im Januar gehörte auch der Austausch der bisherigen Festplatten gegen Halbleiterfestwertspeicher (Solid State Disk) in den drei Kommunikations- und Steuerungscomputern. Im Mai 2001 waren mehrere Datenspeicher offenbar beim Ankoppeln der Raumfähre Atlantis beschädigt worden, wodurch die Computer ausfielen. Deshalb ging man zu mechanisch robusten Flashspeichern über. Gleichzeitig kam eine verbesserte Software zum Einsatz.
Fortgesetzt wurden physikalische Experimente zur Schwingungsdämpfung (ARIS-ICE) und zum Verhalten von Partikel-Flüssigkeitsgemischen (Experiment on Physics of Colloids in Space) in der Schwerelosigkeit. ARIS ist eine kleine Plattform innerhalb eines Racks. Auf der Plattform befinden sich Systeme, mit denen Schwingungen gedämpft werden, die durch die Bewegung der Raumfahrer in der Station sowie durch Steuer- oder Andockmanöver verursacht werden. Mit einer neuen Software wurde der operationelle Einsatz des Systems vorbereitet. Bei den Colloiden ging man vom Partikelgemisch AB-6 zu einem Gel über, das zu 99,992 % aus Wasser und nur zu 0,008 % aus Partikeln besteht. Damit wurde die Bildung selbstähnlicher Strukturen (Fraktale) untersucht. Dazu wurde das Gemisch zunächst verflüssigt. Beim Erstarren bildeten die Partikel Strukturen, die dann in stroboskopischem Laserlicht erkennbar wurden. Die Experimente liefen selbständig ab, wurden von einer Bodenstation aus überwacht und dauerten mehrere Wochen an. Von Interesse war dabei auch, wie sich das Verhalten der Kolloide innerhalb dieser Zeit veränderte (Alterung des Gels).
Im Januar wurden die ersten beiden Außenbordeinsätze der vierten Stammbesatzung absolviert. Beim ersten Ausstieg von Onufrijenko und Walz am 14. Januar (6:03 h) wurde der Lastenkran Strela 2 aus dem Innenraum von Pirs in den Weltraum verbracht und an der Außenhaut des Moduls montiert. Dazu wurde der bereits vorhandene Strela-1 benutzt, der sich gegenüberliegend auf dem Ausstiegsmodul Pirs befindet. Strela (zu deutsch: Pfeil) sind von Hand bedienbare Kräne mit einem ausfahrbaren Kranarm, der drehbar auf einem fest installierten Mast gelagert ist. Derartige Kräne wurden bereits auf der russischen Raumstation Mir verwendet. Weiterhin montierten die beiden Raumfahrer eine Amateurfunkantenne an der Außenseite des Moduls Swesda (ARISS-Projekt). Vier derartige Antennen sollen es ermöglichen, Kontakte zu Funkamateuren weltweit vom Wohnmodul aus aufnehmen zu können. Beim zweiten Außenbordeinsatz am 25. Januar (Onufrijenko und Bursch, 5:59 h) wurde eine zweite Antenne montiert. Zuvor installierten die beiden Raumfahrer sechs Ablenkschilde, die Triebwerksabgase von den außen an der Station angebrachten Experimenten fernhalten sollen. Gleichzeitig wechselten sie einen Detektor (KROMKA), mit dem bisherige Schäden durch Triebwerksabgase und Partikel dokumentiert wurden. Danach wurde ein physikalisches Experiment (PLATAN-M) ausgetauscht, mit dem schwere Kerne von der Sonne oder von interstellaren Quellen aufgefangen werden. Beide Apparaturen wurden später zur Erde transportiert. Zusätzlich wurden drei Materialexperimente (SKK) am Modul Swesda installiert. Danach wurden halboffene Kabelhalterungen montiert, durch die die Halteseile der Raumfahrer bei Ausstiegen von den Experimenten ferngehalten werden sollen. Abschließend wurde die gesamte Arbeit durch Fotos dokumentiert.
Der Februar begann mit kleineren Problemen. So fiel ohne erkennbaren Grund ein Computer aus, der für die Lageregelung der gesamten Station zuständig ist. Dadurch konnten die Solarzellen nicht mehr optimal auf die Sonne ausgerichtet werden, die Energieversorgung war nicht mehr sichergestellt. In einem solchen Falle schalten sich automatisch verschiedene Systeme ab. Andere wurden von der Besatzung deaktiviert. Nach reichlich vier Stunden funktionierte die Steuerung wieder einwandfrei. Die Klimasysteme verschiedener Experimente wurden zuerst reaktiviert. Offenbar war die Temperatur in einem Kühlschrank (Biotechnologie Refrigerator), der die Resultate bereits durchgeführter Experimente enthält, noch nicht so weit angestiegen, dass deren Zerstörung zu befürchten war. Außerplanmäßige Reparaturen fielen auch beim Vibrationsdämpfungsexperiment ARIS und in einem Energieconverter an.
Im Mittelpunkt der experimentellen Arbeit standen Erderkundung, medizinisch-biologische und physikalische Experimente. Beobachtungsobjekte im Rahmen der Crew Earth Observation waren u. a. Trockengebiete in der Kongo-Simbabwe-Region, Korallenriffe und Atolle des Tuamotu-Archipels (Südpazifik) und in Malaysia, der tropische Zyklon „Francesca“, Gletscher in Patagonien, die Großstadt Mumbai, das Mekongdelta, Feuergebiete und Staubstürme in der Sahel-Zone, Smog über dem Mittelmeer, der Fuego-Vulkan in Guatemala und Packeis im Sankt-Lorenz-Strom. Im Servicemodul Swesda war für mehrere Tage das System EarthKAM montiert. Mit diesem können Schüler weltweit Aufnahmen ausgewählter Gebiete der Erdoberfläche anfertigen. Bei der Aufnahmeserie im Februar, an der auch eine deutsche Schule beteiligt war, kam erstmals ein 180-mm-Objektiv zum Einsatz, wodurch detailliertere Aufnahmen möglich wurden. Mit Hilfe medizinischer Instrumente in der Human Research Facility (HRF) und spezieller Trainingsgeräte wurden Lungenfunktions- und Fitnesstests vorgenommen. Außerdem wurde das abbildende Ultraschallgerät getestet. Im Mini-Gewächshaus Advanced Astroculture (ADVASC) wurde zum zweiten Mal Arabidopsis thaliana ausgesät. Der Samen wurde bereits im Weltraum gewonnen. Somit gediehen die Pflanzen, die zur gleichen Familie wie Kohl und Rettich gehören, bereits in zweiter Generation in der Schwerelosigkeit. Fortgeführt wurden das Experiment zur Physik von Colloiden im Weltraum zur Untersuchung fraktaler Strukturen und das Züchten von Proteinkristallen für kommerzielle Auftraggeber (Protein Crystal Growth - Single Thermal Enclosure System, PCG-STES). Außerdem wurde ein Schmelzofen zur Bildung reiner, großer und stabiler Zeolitkristalle getestet. Zeolite sind wabenartige Kristalle, die Flüssigkeiten und Gase über längere Zeit speichern können. Sie kommen bisher vor allem in der Petrolchemie und in der Elektronik zum Einsatz.
Am 20. Februar verließen Bursch und Walz für fünf Stunden und 47 Minuten über das Ausstiegsmodul Quest die Station. Dabei testeten sie ein neues Verfahren zur schnellen Verringerung des im Blut gelösten Stickstoffs. In US-Raumanzügen wird reiner Sauerstoff unter vermindertem Druck geatmet. Dabei kann es aber zur Bildung von Stickstoffbläschen im Blut kommen, was lebensgefährlich ist. Um dieser Gefahr vorzubeugen, wird der Körper langsam an die veränderte Atemluft gewöhnt. Während ihres Außenbordeinsatzes führten die Astronauten verschiedene Arbeiten durch. So überprüften sie die korrekte Funktion aller Systeme von Quest, verlegten probeweise ein Stromkabel, das später an die zentrale Gitterstruktur angeschlossen werden soll, demontierten überflüssig gewordene Halterungen, sicherten lockere Verriegelungen an Sauerstoff- und Stickstofftanks und legten Werkzeuge bereit, die bei der Montage des ersten Gitterstrukturelements S0 benötigt werden. Zusätzlich fotografierten sie MISSE (Materials International Space Station Experiment), ein Experiment, mit dem verschiedene Werkstoffe auf ihre Verwendbarkeit unter den harten Bedingungen des Weltraums getestet werden. Offenbar befürchtet man, dass sich ein Teil der Materialien von der Struktur lösen könnte. Vor und nach dem Ausstieg führten Walz und Bursch Lungenfunktionstests durch (Experiment PuFF). Während ihres Aufenthalts außerhalb der Station wurde mit speziellen Detektoren die Strahlenbelastung verschiedener Körperteile präzise gemessen (MOSFET-Detektoren im Rahmen des Experiments EVA-Radiation Monitoring). Die Beschleunigungsmessapparaturen MAMS und SAMS waren währenddessen ebenfalls in Betrieb.
Noch einmal erneuert wurden Teile der Software mehrerer Computer an Bord der Station. Außerdem wurde mit den Triebwerken des angedockten Progress-Transporters die Bahn um ca. 5 Kilometer angehoben. Schließlich wurde für Bildungszwecke ein Video gedreht, in dem die Raumfahrer durch geeignete Experimente den Unterschied zwischen Masse und Gewicht sowie das Verhalten von Flüssigkeiten in der Schwerelosigkeit verdeutlichten. Diese Aktivitäten wurden auch im März fortgesetzt. Im Rahmen des Bildungsprogramms wurden insgesamt 1269 Bilder interessanter Gebiete der Erdoberfläche mit dem EarthKAM-System angefertigt. Dabei steuern Schüler auf der Erde die in einem Fenster der Station befestigte Digitalkamera und arbeiten an der Auswertung der Bilder.
Am 19. März legte das zuvor mit Abfall beladene unbemannte Transportraumschiff Progress M1-7 von der Station ab. Es setzte einen kleinen Forschungssatelliten aus und verglühte anschließend in der Erdatmosphäre. Am 21. März startete Progress M1-8 und dockte drei Tage später an der Station an. Mit ihm gelangten 2,4 Tonnen Treibstoff, Experimente, Ersatzteile, Nahrung, Kleidung und Dokumente zur Station. Anschließend war die Crew mit dem Entladen des Frachters und mit einer weitgehenden Inventur beschäftigt. Des Weiteren wurden die laufenden Experimente betreut. So wurde im Rahmen von Protein Crystal Growth - Single Thermal Enclosure System (PCG-STES) eine zweite Serie von Kristallisationsexperimenten (Zylinder 7 bis 12) durchgeführt. Dabei kam es vor allem darauf an, die günstigste Kristallisationsrate zu bestimmen. Fortgesetzt wurden auch medizinische Untersuchungen (Hoffman-Reflex, Lungenfunktion, Strahlenbelastung), Erdbeobachtung, Beschleunigungsmessungen (insbesondere niederfrequente Vibrationen), Schwingungsdämpfung (ARIS) und die Untersuchung des Verhaltens von Colloiden in der Schwerelosigkeit. Mehrere Computerpannen und mechanische Defekte mussten hierbei behoben werden. Mehrfach wurde der kanadische Manipulatorarm getestet. Wieder gab es Probleme mit der ersten Steuerungseinheit. Mit Hilfe des vollwertigen, zweiten Systems konnten aber alle Bewegungsabläufe für die im April anstehende Montage des zentralen Gittersegments S0 trainiert werden. Dabei wurde außerdem eine komplette Videoinspektion der Station von außen vorgenommen.
Vom 10. bis 17. April arbeitete die Crew mit der Besatzung der angedockten Raumfähre Atlantis zusammen. Hauptaufgabe der Shuttle-Besatzung war die Montage des ersten, zentralen Elements der Gitterstruktur der Station, wobei die ISS-Crew assistierte. Starboard Zero (S0) wurde mit dem ISS-Manipulator am 10. April aus der Ladebucht des Shuttle gehoben und auf der Oberseite von Destiny befestigt. An den folgenden Tagen wurden Energie-, Daten- und Kühlmittelleitungen installiert und die korrekte Funktion aller Systeme von S0 überprüft. Selbstverständlich wurden auch Ausrüstungsgegenstände, Versorgungsgüter und Experimente in die Station transportiert. Neu waren das Photosynthesis Experiment and System Testing Operation (PESTO), Protein Crystal Growth - Enhanced Gaseous Nitrogen Dewar (PCG-EGND), Commercial Generic Bioprocessing Apparatus (CGBA) und Commercial Protein Crystal Growth - High density (CPCG-H). Resultate wissenschaftlicher Forschungen wurden im Shuttle deponiert. Dazu gehörten Proteinkristallproben (PCG-STES) und biologische Zellkulturen (ADVanced AStroCulture). Deaktiviert wurde ein Gefrierschrank für Versuchsproben, nachdem eine von drei Kühleinheiten irreparabel ausgefallen war. Er wurde durch ein neues Gerät ersetzt. Arctic 1 kann Proben mit einem Gesamtvolumen von 18,97 Litern aufnehmen.
Am 20. April stiegen die drei Raumfahrer in ihr Sojus-Raumschiff und koppelten dieses bei einem 21-minütigen Flug zum Pirs-Modul um. Damit wurde der Andockplatz an der Unterseite des Sarja-Moduls frei für ein neues Raumschiff. Dieses koppelte am 27. April an die Station. Gemeinsam unternahmen die sechs Raumfahrer aus vier Nationen wissenschaftliche Untersuchungen. Dazu gehörten Forschungen zur Arbeitsfähigkeit von Raumfahrern, die Erprobung einer neuen, zweckmäßigeren Arbeitskleidung, die Erforschung des Einflusses kosmischer Strahlung auf das zentrale Nervensystem, die Erprobung eines verbesserten Blutdruckmessgerätes in der Schwerelosigkeit, die Durchführung einer weiteren Versuchsserie des Plasmakristall-Experiments, die Ermittlung der Konzentration von Hormonen und anderer biochemischer Indikatoren im Blut der Raumfahrer während der Anpassung an die Schwerelosigkeit, die Messung der Effekte der Schwerelosigkeit auf das kardiovaskuläre System insbesondere den Wasserhaushalt des Körpers, die Züchtung besonders reiner Proteinkristalle, die Vermehrung von Kulturen embryonaler und adulter Zellen (darunter Stammzellen) von Mäusen und Schafen in einem Inkubator sowie die Erforschung der Auswirkungen verschiedener atmosphärischer, hydrophysikalischer und geologischer Faktoren auf die biologische Produktivität des Ozeans in der Region Südafrika. Die Gastbesatzung kehrte mit dem Raumschiff Sojus-TM 33 zur Erde zurück und überließ der Stammbesatzung ein frisches Rettungsfahrzeug.
In den folgenden Wochen standen weitere wissenschaftliche Experimente und turnusmäßige Wartungsarbeiten auf dem Programm. Neue Experimente behandelten u. a. die Aufzucht von Weizen und Rübsen (Brassica rapa) unter definierten Bedingungen, wobei der Ablauf der Photosynthese bzw. des gesamten Pflanzenstoffwechsels untersucht wurde (Photosynthesis Experiment and System Testing Operation im Biomass Production System), die Messung der Strahlenbelastung innerhalb der Station (BraDoz), die Erstellung eines biochemischen Profils eines Besatzungsmitgliedes (BioTest), die Erprobung von Medikamenten gegen die Degeneration der Skelettmuskulatur (Profilaktika), die Herstellung verschiedener Proteinkristalle (Commercial Protein Crystal Growth, KAF, Vakzina K), die Isolation von Glykoproteiden (Glikoproteid) und Antikörpern (Mimetik K), Untersuchungen an wabenförmigen Zeolitkristallen (Zeolite Crystal Growth Furnace – ZCG) und die Herstellung von Antibiotika (Commercial Generic Bioprocessing Apparatus – CGBA). Fortgeführt wurden u. a. Experimente zur Messung der Mikrogravitation an Bord der Station (MAMS und SAMS), zur Beständigkeit von Materialien im freien Weltraum (MISSE), zur Produktion von Proteinkristallen (DCPCG), zur Erdbeobachtung (CEO, Uragan und EarthKAM), zur Interaktion mit der Bodenstation (Crew Interactions), zum Knochenverlust (Bone Loss), zur Langzeitwirkung von Pharmaka in der Schwerelosigkeit (Farma), zum Blutfluss im Körper insbesondere bei der Rückanpassung an die Schwerkraft (Xenon 1), zu Herzaktivität und Blutzirkulation (Kardio-ODNT) sowie zum erhöhten Nierensteinrisiko (Renal Stone Experiment).

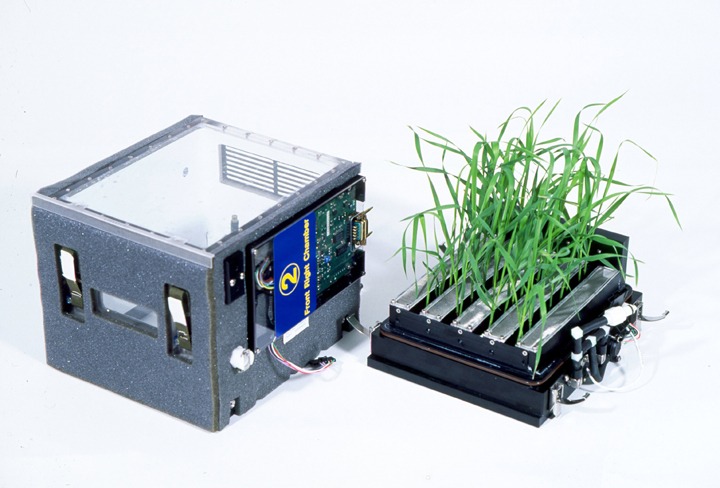
Weizen im Biomass Production System

Im Rahmen des Photosynthese-Experiments PESTO wurden in insgesamt 4 Kammern ein schnell wachsender Weizen sowie die rapsähnliche Pflanze Brassica rapa angebaut. Beim Weizen ging es vor allem um die Untersuchung des Stoffwechsels und Veränderungen im Wachstum bei Pflanzen, deren Samen bereits in der Schwerelosigkeit entstanden war. Es wurden also mehrere aufeinander folgende Wachstumszyklen durchlaufen. Mit dem Anbau der relativ unempfindlichen Rübsen (Brassica rapa) wurde dagegen vor allem die Effektivität des „Gewächshauses“ untersucht. Nach Ausfall der Feuchtigkeitsregelung in einer Weizenkammer wurden die Rübsen in diese Kammer verlegt, was kaum Einfluss auf deren Wachstum hatte. Die Raumfahrer mussten vor allem bei der Aussaat, der Kontrolle der Umweltbedingungen (Wasser, Nährstoffe, Licht, Wärme), der Entnahme von Wasser- und Luftproben, der Bestäubung der blühenden Pflanzen sowie bei der Ernte selbst Hand anlegen. Das Biomass Production System wird als Vorläufer eines ständig im Einsatz befindlichen Gewächshauses angesehen.
Das Wachstum von Zeolitkristallen wurde in einem speziellen Schmelzofen vorgenommen. Dieser war auf der Schwingungsdämpfungsplattform ARIS montiert. Bei einem 14-tägigen Testlauf wurde prinzipiell das Funktionieren des Gesamtsystems nachgewiesen. Zeolite sind wabenartige Kristalle, in deren Innerem Flüssigkeiten oder Gase festgehalten werden können. Diese geben die Zeolite bei Erwärmung oder Drucksenkung schrittweise wieder ab. Zeolite besitzen beispielsweise in der Petrolchemie eine große Bedeutung.
Mehrfach wurde auch mit dem Extra Vehicular Activity Radiation Monitoring Experiment (EVARM) gearbeitet. Nicht nur die Raumfahrer der Stammbesatzung trugen spezielle Dosimeter in ihrer Bekleidung im Verlaufe von Außenbordarbeiten. Vor und nach den Ausstiegen wurden die Dosimeterwerte abgelesen, so dass sich die Strahlenbelastung genau bestimmen lässt. Die einzelnen Messgeräte werden an verschiedenen Stellen des Körpers getragen, so dass sich die Belastung einzelner Körperteile abschätzen lässt.
Ab Mitte Mai wurden verschiedene Experimente deaktiviert und deren Ergebnisse verstaut. Außerdem wurden noch einmal medizinische Untersuchungen vorgenommen (Hoffman Reflex, Lungenfunktion). Nach dem Andocken der Raumfähre Endeavour wurden umfangreiche Materialien ins Shuttle transportiert und gelangten mit diesem zur genaueren Untersuchung auf die Erde. Kleinere Defekte betrafen einen Sauerstoffgenerator vom Typ Elektron (defekter Sensor) und den Datenrekorder MCOR (Medium rate Communication Outage Recorder), wodurch Messwerte des Vibrationsmesskomplexes MAMS nur eingeschränkt zur Erde übermittelt werden konnten. Erwähnenswert ist noch ein kurzzeitiger Defekt an einem Steuerungscomputer des Kühlsystems im russischen Swesda-Modul. Die drei Raumfahrer der vierten Stammbesatzung der Internationalen Raumstation landeten nach knapp 196 Tagen mit der Raumfähre Endeavour (STS-111), was für die beiden US-Amerikaner einen Langzeitrekord bedeutete.

## Außenbordeinsätze
Die vierte ISS-Expedition hat insgesamt drei Außenbordeinsätze im Laufe der Mission durchgeführt. In Summe war die Mannschaft 17 Stunden und 49 Minuten außerhalb der Station.

### 1. EVA
Juri Onufrijenko, Carl Walz

Gesamtdauer: 6h 03min

Start: 14. Januar 2002, 20:59 UTC

Ende: 15. Januar 2002, 03:02 UTC
Onufrijenko und Walz verlegten den Frachtausleger für den russischen Strela-Kran vom PMA-1 ans äußere Ende der Andockvorrichtung des Pirs-Modules. Die Mannschaft installierte auch eine Amateurfunk-Antenne am Ende des Swesda-Modules. Der Außenbordeinsatz wurde mit russischen Orlan-Raumanzügen durchgeführt.

### 2. EVA
Juri Onufrijenko, Daniel Bursch

Gesamtdauer: 5h 59min

Start: 25. Januar 2002, 15:19 UTC

Ende: 25. Januar 2002, 21:18 UTC
Im Rahmen der zweiten EVA brachten Onufrijenko und Bursch sechs Deflektor-Abschirmungen für die Steuerdüsen des Swesda-Modules an. Sie installierten auch eine weitere Amateurfunk-Antenne, vier wissenschaftliche Experimente und ersetzten ein Gerät zum Messen von Material aus den Düsen. Wie auch bei der ersten EVA stiegen die Astronauten am Pirs-Modul aus und trugen Orlan-Raumanzüge.

### 3. EVA
Carl Walz, Daniel Bursch

Gesamtdauer: 5h 49min

Start: 20. Februar 2002, 11:38 UTC

Ende: 20. Februar 2002, 17:25 UTC
Dieses Mal stiegen die Astronauten durch die Quest-Schleuse aus und benutzten amerikanische Anzüge. Walz und Bursch testeten die Schleuse und bereiteten sie für die vier EVA, die während STS-110 durchgeführt wurden, vor. Die Mannschaft von STS-110 installierte dabei die S0-Gitterstruktur an der Station. Dies war der erste Ausstieg durch die Quest-Schleuse, ohne dass ein Shuttle an der Station angedockt war.